# Apamea corsa
Apamea corsa là một loài bướm đêm trong họ Noctuidae.